# Eulophia hereroensis
Eulophia hereroensis är en orkidéart som beskrevs av Rudolf Schlechter. Eulophia hereroensis ingår i släktet Eulophia och familjen orkidéer. Inga underarter finns listade i Catalogue of Life.